# Bruno Echagaray
Bruno Echagaray Rodríguez (Ciudad de México, 8 de mayo de 1983) es un extenista mexicano. En individuales llegó a estar en el puesto 156° del ranking ATP. En tanto, en dobles llegó a ser el 162° a nivel mundial. Fue capitán del Equipo de Fed Cup de México. 

## Copa Davis
Echagaray ha defendido 21 veces a su país por Copa Davis. En individuales tiene un registro de 4 partidos ganados y 5 perdidos, y en dobles 5 ganados y 7 perdidos. 

### 2001
Cuartos de final, Zona 1 Americana (frente a Argentina)
- Pierde ante Gastón Gaudio por 0-6, 3-6 y 0-6
- Pierde (junto con Santiago González) ante la pareja Agustín Calleri - Martín García por 3-6, 5-7 y 1-6

Permanencia Zona 1 Americana, Play-off final (frente a Perú)
- Pierde ante Iván Miranda por 5-7 y 3-6

### 2002
Permanencia Zona 1 Americana, Play-off semifinales (frente a Chile)
- Derrota (junto con Santiago González) a la pareja Marcelo Ríos - Nicolás Massú por 6-3, 3-6, 6-3 y 6-2

Permanencia Zona 1 Americana, Play-off final (frente a Bahamas)
- Pierde (junto con Santiago González) ante la pareja Mark Merklein - Mark Knowles por 3-6, 4-6 y 2-6

### 2003
Cuartos de final, Zona 2 Americana (frente a Antillas Neerlandesas)
- Derrota (junto con Guillermo Carter) a la pareja Pieter Boeckel - Elmar Gerth por 7-5, 6-4 y 6-3

Semifinales, Zona 2 Americana (frente a Paraguay)
- Pierde ante Francisco Rodríguez por 0-6, 2-6, 6-2, 6-0 y 1-6
- Pierde (junto con Santiago González) ante la pareja Paulo Carvallo - Francisco Rodríguez por 1-6, 6-1, 6-0, 2-6 y 2-6

### 2004
Semifinales, Zona 2 Americana (frente a Bahamas)
- Derrota (junto con Santiago González) a la pareja Christopher Eldon - Bjorn Munroe por 6-0, 6-2 y 6-3

Final, Zona 2 Americana (frente a República Dominicana)
- Derrota (junto con Santiago González) a la pareja Víctor Estrella - Jhonson García por 6-2, 6-3 y 7-64

### 2005
Cuartos de final, Zona 1 Americana (frente a Ecuador)
- Pierde (junto con Santiago González) ante la pareja Giovanni Lapentti - Nicolás Lapentti por 4-6, 6-76 y 4-6

### 2006
Cuartos de final, Zona 1 Americana (frente a Venezuela)
- Derrota (junto con Santiago González) a la pareja José de Armas - Yohny Romero por 4-6, 6-0, 6-1 y 6-4
- Derrota a Jimy Szymanski por 6-3 y 6-2

Semifinales, Zona 1 Americana (frente a Canadá)
- Pierde (junto con Santiago González) ante la pareja Frank Dancevic - Daniel Nestor por 7-5, 3-6, 6-74 y 6-74
- Derrota a Philip Bester por 6-3 y 7-64

Repesca Grupo Mundial (frente a Austria)
- Pierde ante Oliver Marach por 2-6, 6-4, 6-74 y 3-6
- Pierde (junto con Santiago González) ante la pareja Julian Knowle - Jürgen Melzer por 3-6, 7-5, 5-7 y 6-73

## Títulos ATP Challenger (3, 1+2)

### Individuales (1)
| N.º | Fecha               | Torneo | Superficie | Oponente en la final | Resultado         |
| --- | ------------------- | ------ | ---------- | -------------------- | ----------------- |
| 1.  | 24 de marzo de 2008 | León   | Dura       | Ricardo Mello        | 6-0, 3-6, 7-6 (1) |

### Dobles (2)
| N.º | Fecha               | Torneo | Superficie | Pareja          | Oponentes en la final            | Resultado            |
| --- | ------------------- | ------ | ---------- | --------------- | -------------------------------- | -------------------- |
| 1.  | 12 de abril de 2004 | León   | Dura       | Miguel Gallardo | Frederic Niemeyer Tripp Phillips | 6-4, 7-6(1)          |
| 2.  | 4 de junio de 2007  | Fürth  | Arcilla    | André Ghem      | Fabio Fognini Frederico Gil      | 7-6(1), 4-6, [13-11] |

## Títulos enFutures (25, 5+20)

### Individuales (5)
| N.º | Fecha                 | Torneo            | Superficie | Oponente en la final  | Resultado         |
| --- | --------------------- | ----------------- | ---------- | --------------------- | ----------------- |
| 1.  | 16 de octubre de 2005 | Monterrey         | Dura       | Víctor Romero         | 7-6 (8), 6-2      |
| 2.  | 30 de octubre de 2005 | Mazatlán          | Dura       | Pierre-Ludovic Duclos | 6-3, 6-4          |
| 3.  | 2 de julio de 2006    | Chico             | Dura       | John Isner            | 7-6 (7), 7-5      |
| 4.  | 21 de enero de 2007   | North Miami Beach | Dura       | Dušan Vemić           | 6-2, 6-7 (5), 7-5 |
| 5.  | 11 de febrero de 2007 | Ciudad de México  | Dura       | Pierrick Ysern        | 6-4, 7-5          |

### Dobles (20)
| N.º | Fecha                    | Torneo                    | Superficie | Pareja                | Oponentes en la final                         | Resultado         |
| --- | ------------------------ | ------------------------- | ---------- | --------------------- | --------------------------------------------- | ----------------- |
| 1.  | 11 de junio de 2000      | San Francisco de Campeche | Dura       | Santiago González     | Jack Brasington Jorge Haro                    | 6-2, 4-6, 6-0     |
| 2.  | 11 de noviembre de 2001  | León                      | Dura       | Santiago González     | John Doran Andrew Painter                     | 7-6 (5), 7-6 (6)  |
| 3.  | 10 de marzo de 2002      | Chetumal                  | Dura       | Santiago González     | Gustavo Marcaccio Patricio Rudi               | 1-6, 6-1, 6-0     |
| 4.  | 24 de marzo de 2002      | Aguascalientes            | Arcilla    | Santiago González     | Juan Pablo Brzezicki Lázaro Navarro-Batles    | 6-4, 7-5          |
| 5.  | 2 de junio de 2002       | Ixtapa Zihuatanejo        | Dura       | Santiago González     | Rodolfo Daruich Lionel Noviski                | 6-3, 6-3          |
| 6.  | 1 de septiembre de 2002  | Celaya                    | Arcilla    | Santiago González     | Ricardo Chile Germán Maldonado-Pinto          | 6-7 (5), 6-4, 6-1 |
| 7.  | 10 de noviembre de 2002  | Zacatecas                 | Dura       | Santiago González     | Adrián García Ignacio González King           | 7-6 (0), 6-1      |
| 8.  | 8 de junio de 2003       | Loreto                    | Dura       | Santiago González     | Thiago Alves Bruno Soares                     | w/o               |
| 9.  | 22 de junio de 2003      | Torreón                   | Dura       | Guillermo Carter      | Marcelo Amador Miguel Gallardo                | 6-4, 3-6, 6-3     |
| 10. | 6 de julio de 2003       | Acapulco                  | Arcilla    | Rodrigo Echagaray     | Guillermo Carter Miguel Gallardo              | 5-7, 6-1, 7-6 (5) |
| 11. | 14 de septiembre de 2003 | Santiago de Querétaro     | Dura       | Huntley Montgomery    | Santiago González Alejandro Hernández         | 1-6, 6-1, 7-5     |
| 12. | 26 de octubre de 2003    | Ciudad Obregón            | Dura       | Gustavo Marcaccio     | Ronaldo Carvalho Lucas Engel                  | 6-4, 3-6, 7-5     |
| 13. | 9 de noviembre de 2003   | León                      | Dura       | Jorge Haro            | Alejandro Hernández Gerardo Venegas-Escalante | 4-3 ret.          |
| 14. | 16 de mayo de 2004       | Celaya                    | Dura       | Jorge Haro            | Marcelo Melo Gabriel Pitta                    | def.              |
| 15. | 31 de octubre de 2004    | Ciudad Obregón            | Dura       | Miguel Gallardo       | Guillermo Carry Lauri Kliski                  | 6-3, 3-6, 7-6 (5) |
| 16. | 12 de marzo de 2006      | Chetumal                  | Dura       | Carlos Palencia       | Miha Gregorc Mario Vergara                    | 6-2, 6-1          |
| 17. | 21 de mayo de 2006       | Guadalajara               | Arcilla    | Pierre-Ludovic Duclos | Eduardo Peralta-Tello Víctor Romero           | 6-3, 6-3          |
| 18. | 2 de julio de 2006       | Chico                     | Dura       | Daniel Garza          | John Isner Robbye Poole                       | 6-4, 6-4          |
| 19. | 11 de febrero de 2007    | Ciudad de México          | Dura       | Aleksandar Vlaški     | Juan Pablo Amado Andrés Molteni               | 6-4, 7-5          |
| 20. | 8 de noviembre de 2009   | Guadalajara               | Arcilla    | Miguel Gallardo       | Ashwin Kumar Vasek Pospisil                   | 3-6, 6-2, [10-6]  |